# Gesoriacum

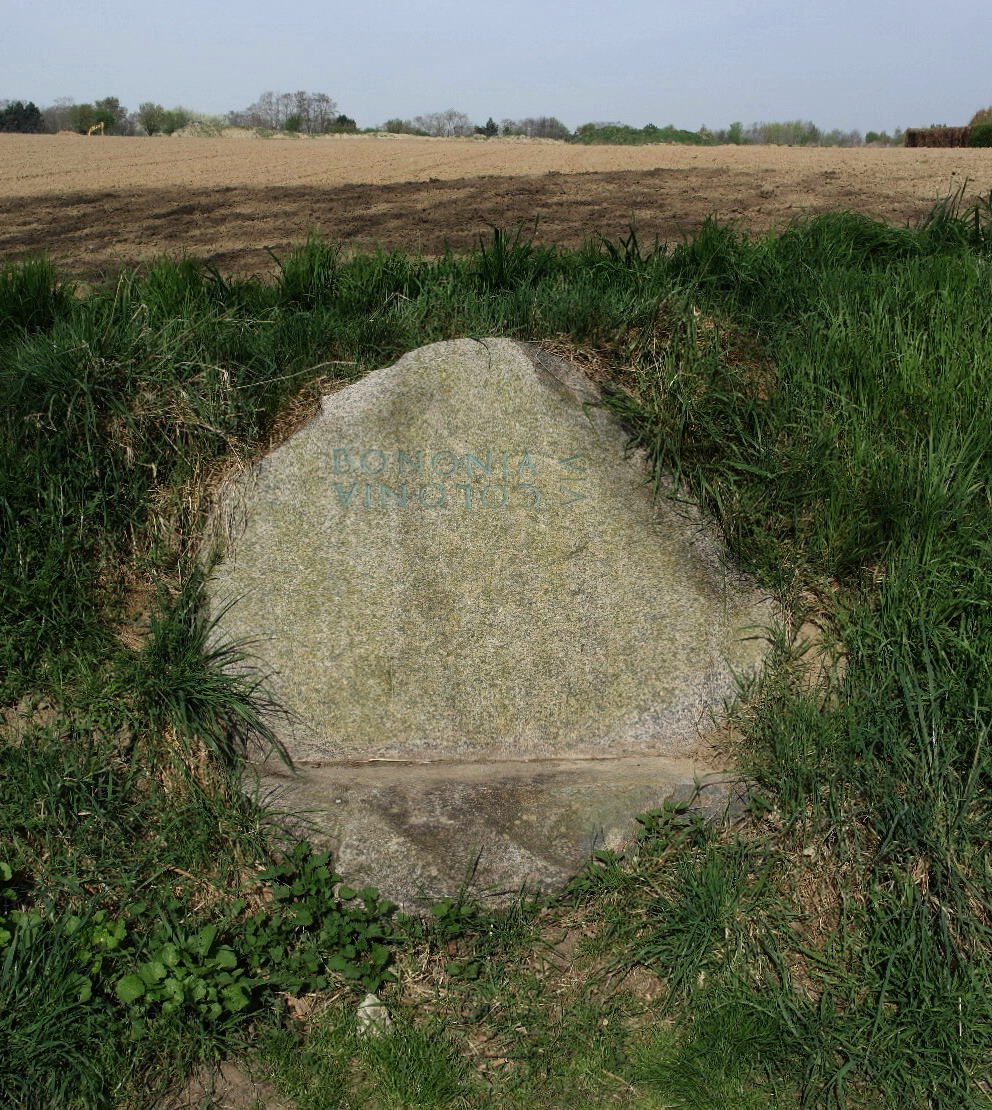
Rustbank met inscriptie: BONONIA / COLONIA aan de Romeinsebaan nabij Maastricht, ooit deel van de Via Belgica van Boulogne-sur-Mer naar Keulen

Gesoriacum, het huidige Boulogne-sur-Mer, was een Romeinse nederzetting in de provincie Gallia Belgica. Rond de 4e eeuw werd de stad Bononia genoemd, naar het Keltische woord bona, wat nederzetting betekent.

## Geschiedenis
Gesoriacum was oorspronkelijk een stad van de Morini, een Belgische stam. Toen Julius Caesar in Gallië arriveerde was hij zeer geïnteresseerd in dat deel van het grondgebied der Morini, omdat van daaruit de overtocht naar Britannia het kortst was, en hij van plan was de oversteek naar het Britse eiland te maken. Caesars onderbevelhebber Titus Labienus bracht in 55 v.Chr. het strategisch belangrijke kustgebied van de Morini onder Romeinse controle. Datzelfde jaar begon Caesar aan zijn eerste invasie van Britannia. De haven die hij hier voor gebruikte was Portus Itius, die zeer waarschijnlijk bij Gesoriacum lag. De invasie was geen succes, en het volgende jaar probeerde hij het opnieuw met een vloot van 800 schepen. Deze poging had meer succes, maar hij was genoodzaakt terug te keren wegens onrust in Gallië.
Gesoriacum werd een belangrijke haven- en handelsplaats, zeker na de aanleg van de belangrijke heerwegen naar Colonia Claudia Ara Agrippinensium (Keulen) en Durocortorum (Reims), en bleef gedurende de heerschappij van het Romeinse Rijk de belangrijkste verbindingshaven naar Britannia. Keizer Claudius gebruikte de haven als uitvalsbasis voor de Romeinse invasie van Brittannië in 43. Tot 296 was hier de basis van de classis Britannica gevestigd, de Romeinse vlooteenheid van de provincie Britannia.
Keizer Constantius I Chlorus versloeg in 293 de usurpator Marcus Aurelius Mausaeus Carausius. Bij de aanval van Constantius op Gesoriacum werd Carausius vermoord door diens rentmeester Allectus. Deze volgende usurpator regeerde van 293 tot 296 over Britannia, waar hij uiteindelijk door Constantius werd verslagen en gedood.